# César III. Auguste de Choiseul de Plessis-Praslin

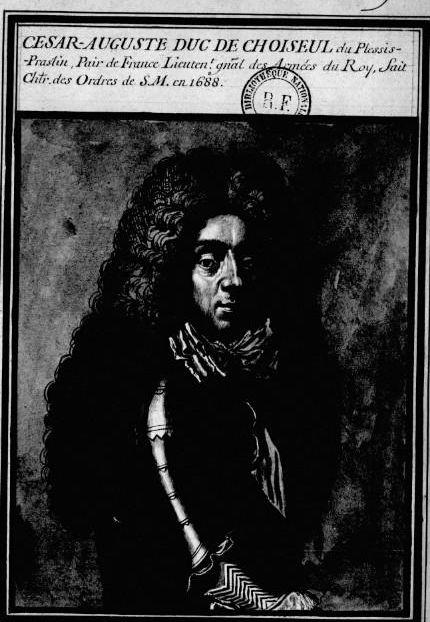
César Auguste de Choiseul de Plessis-Praslin

Wappen

César III. Auguste de Choiseul de Plessis-Praslin – Duc de Choiseul – Comte de Plessis-Praslin – Vicomte de Saint-Jean (* 1637; † 12. April 1705 in Paris) war ein Angehöriger des französischen Hochadels und hochrangiger Militär.

## Leben
Er war der vierte Sohn von César de Choiseul und seiner Ehefrau Colombe le Charron, erste Hofdame der Duchesse d’Orléans. Er wurde als Ritter in den Malteserorden aufgenommen. Weiterhin war er Kommendatarabt der Abtei Saint-Sauveur (Redon) und der Abtei Saint-Florentin de Bonneval. Bis dahin trug er den Namen Chevalier de Plessis-Praslin.
Am 30. Juli 1681 heiratete er Louise Gabrielle de La Baume le Blanc de la Vallière (1665–1698), Tochter von Jean-François, marquis de la Vallière, baron de Maisons-Fort, Gouverneur und Seneschall des Bourbonnais, und der Gabrielle Glé de la Cotarday, Palastdame der Königin Marie-Thérèse.
Im Jahre 1697 traf er in Paris mit seiner Frau zusammen, die sich offiziell von ihm getrennt hatte, ohne dass sie geschieden waren. Sie war:

« […] belle et faite en déesse […] Elle avoit eu des galanteries en nombre »

„[…] schön wie eine Göttin […] Sie hatte eine große Anzahl an Verehrern.“

Der ausschweifende Lebenswandel seiner Frau brachte Auguste de Choiseul um den Marschallstab, der ihm eigentlich zugestanden hätte. Mehrere Schwangerschaften verheimlichte sie ihm, da die Kinder nicht die seinen waren.
Louise Gabrielle de La Baume starb am 7. November 1698.
Am 4. Mai 1699 heiratete er in zweiter Ehe Marie Bouthillier de Chavigny, Tochter von Léon Bouthillier, Comte de Chavigny und von Busançois, Minister und Staatssekretär, Kommandeur und Oberster Schatzmeister der Ordres du roi, Gouverneur von Stadt und Zitadelle Antibes und von Schloss Vincennes, und der Anne Phelyppeaux de Ville-Savim. Marie Bouthillier de Chavigny war die Nichte von Nicolas Brûlart, Seigneur und Marquis von la Borde, Sombernon, Memont, Malain und Mussey, Erster Präsident des Parlaments von Burgund.

## Militärkarriere
Am 24. Mai 1656 wurde ihm das Régiment d’Hôtel als Regimentsinhaber (Colonel) übertragen. Im Jahre 1669 wurde er per Brevet zum Maréchal de camp befördert. Dies geschah als Belohnung für seine Verdienste auf Kreta im Kampf gegen die Türken.
Während des Holländischen Krieges kämpfte er bei der Belagerung von Arnhem in der Kompanie seines älteren Bruders Alexandre de Choiseul de Plessis-Praslin, der am 14. Juni 1672 von einer Kanonenkugel getötet wurde.
Er nahm während des Reunionskrieges an der Belagerung von Luxemburg (1684) teil. Am 2. April 1684 wurde er Herzog von Choiseul, Pair von Frankreich und in den Hofstaat des Philippe I. de Bourbon, duc d’Orléans, als Nachfolger seines Neffen César II. Auguste de Choiseul berufen, der bei einem Angriff am 2. April so schwer verwundet wurde, dass er am 18. Mai des gleichen Jahres im Alter von nur 20 Jahren daran verstarb.
Am 2. Dezember 1688 ernannte ihn der König zum Chevalier des Ordres du roi (Ordre de Saint-Michel und Ordre du Saint-Esprit). Collier und Kreuz wurden ihm am 1. Januar 1689 ausgehändigt. Im gleichen Jahr und 1690 diente er in der „Armée de Flandres“ (Flandernarmee) und kommandierte in der Schlacht bei Fleurus den rechten Flügel. Im Jahre 1692 diente er in der Grafschaft Flandern und kommandierte in der Schlacht bei Steenkerke am 3. August 1692 die königliche Garde.
Im Jahre 1696 wurde er während der Friedensverhandlungen mit dem Herzog von Savoyen als Geisel nach Turin entsandt und kehrte 1697 nach Paris zurück.
Er starb ohne männliche Nachkommen am 12. April in Paris und wurde am 14. April im Couvent des Feuillants in der Rue Saint-Honoré bestattet.

## Titel
- 1650: Chevalier de Plessis-Praslin
- Vicomte de Saint-Jean
- 1652 bis 1681: Kommendatarabt der Abtei Saint-Sauveur in Redon
- 14. Juni 1672: Comte de Plessis-Praslin nach dem Tode seines älteren Bruders Alexandre de Choiseul
- 25. Februar 1677: Lieutenant général des armées du roi, Graf und Bischof von Toul
- 1684: Herzog und Pair von Frankreich

## Dienstgrade
- vor 1665: Colonel
- 1669: Maréchal de camp

## Feldzüge
- 1669: Belagerung von Candia unter dem Kommando von François de Rose, marquis de Provenchère und François de Vendôme, duc de Beaufort
- 1672: Belagerung von Arnheim in Holland und Einnahme der Stadt, wobei sein älterer Bruder getötet wurde. Er nahm danach den Titel „comte de Plessis-Praslin“ an.
- 1672 (Juli): Einnahme von Gennep
- 1672: Belagerung und Einnahme von Grave
- 1673: Feldzug unter dem Kommando von Turenne
- 16. Juni 1674: Schlacht bei Sinsheim unter dem Kommando von Turenne
- 9. Mai 1675: Belagerung von Dinant
- 29. Mai 1675: Eroberung der Festung Dinant und Besetzung der Stadt durch französische Truppen unter dem Kommando von Maréchal François de Créquy
- 1677: Belagerung von Valenciennes unter dem Kommando von François-Henri de Montmorency-Luxembourg
- 11. April 1677: Schlacht bei Cassel
- März bis 20. April 1677: Belagerung von Saint-Omer unter dem Befehl von Philippe d’Orléans
- 11. März 1678: Belagerung von Gent und Einnahme der Stadt
- 25. März 1678: Belagerung von Ypern und Einnahme der Stadt
- April 1684: Belagerung von Luxemburg
- 1689–1690: bei der Armée de Flandres
- 1. Juli 1690: Schlacht bei Fleurus
- 3. August 1692: Schlacht bei Steenkerke

## Nachkommen
- 1683: Marie-Louise Gabrielle († 19. Mai 1710 und im Couvent des Feuillants in Paris bestattet)
- 10. November 1688: ein Sohn, der aber am 13. August 1690 bereits verstarb
- 5. Oktober 1692: Marie-Louise Thérèse

Am 8. Oktober 1697 brachte seine Frau von einem unbekannten Mann ein Mädchen zur Welt, das sie Augustine Françoise nannte und das sie ihrer Freundin Marie-Françoise de Pompadour, Marquise de Hautefort, anvertraute, die sie unter dem Namen Mademoiselle de Saint-Cyr großzog.
Da der Onkel der Mutter, Jean François de La Baume le Blanc, duc de la Vallière, das Kind von der Erbschaft ausschließen wollte, kam es zu einem Prozess, in dem für Mademoiselle de Saint-Cyr schließlich César Auguste de Choiseul de Plessis-Praslin und Louise Gabrielle de La Baume le Blanc de la Vallière als gesetzliche Eltern amtlich festgestellt wurden.
Die zweite Ehe war kinderlos, das Geschlecht der Herzöge von Choiseul war somit im Mannesstamm erloschen. (Der Titel Duc de Choiseul wurde 1758 an Étienne-François de Choiseul erneut vergeben.)